# Родинський (Сорочинський міський округ)
Ро́динський (рос. Родинский) — селище у складі Сорочинського міського округу Оренбурзької області, Росія.

## Населення
Населення — 1190 осіб (2010; 1237 у 2002).
Національний склад (станом на 2002 рік):
- росіяни — 88 %